# Ryukyudvärguv
Ryukyudvärguv (Otus elegans) är en östasiatisk fågel i familjen ugglor som förekommer på öar från södra Japan till norra Filippinerna.

## Kännetecken

### Utseende
Ryukyudvärguven är en långvingad, medelstor (19-22 cm) och mörkt rostbrun dvärguv med korta örontofsar som ofta inte är synliga. På hjässan syns mörka fläckar, fin marmorering och mörka streck på manteln och på skapularerna (fjädrarna på skuldrorna) ett tydligt, vitt band. I ansiktet syns vitt på ögonbryn och hakan. Undersidan är fint bandad och kraftigt streckad. Fötterna är relativt stora, med fjäderförsedda tarser. Den saknar kragen hos japansk dvärguv (O. semitorques) med släktingar och är mer fläckad än orientdvärguven (O. sunia).

### Läten
Ryukyudvärguven är en ljudlig fågel. Från hanen hörs repetitiva och nästan hostande "ko-ho ko-ho". Honan svarar ibland med nasala "niea", ibland också ett diskant tjatter som påminner om tiggande tornfalksungar.

## Utbredning och systematik
Ryukyudvärguv delas in i fyra underarter med följande utbredning:
- Otus elegans elegans – förekommer på Ryukyuöarna (söder om Japan)
- Otus elegans interpositus – förekommer på Daitoöarna
- Otus elegans botelensis – förekommer på ön Lanyu (utanför sydöstra Taiwan)
- Otus elegans calayensis – förekommer i norra Filippinerna i Batan och Babuyanöarna, bland annat på Itbayat, Batan, Sabtang, Calayan, Camiguin Norte och möjligen flera öar

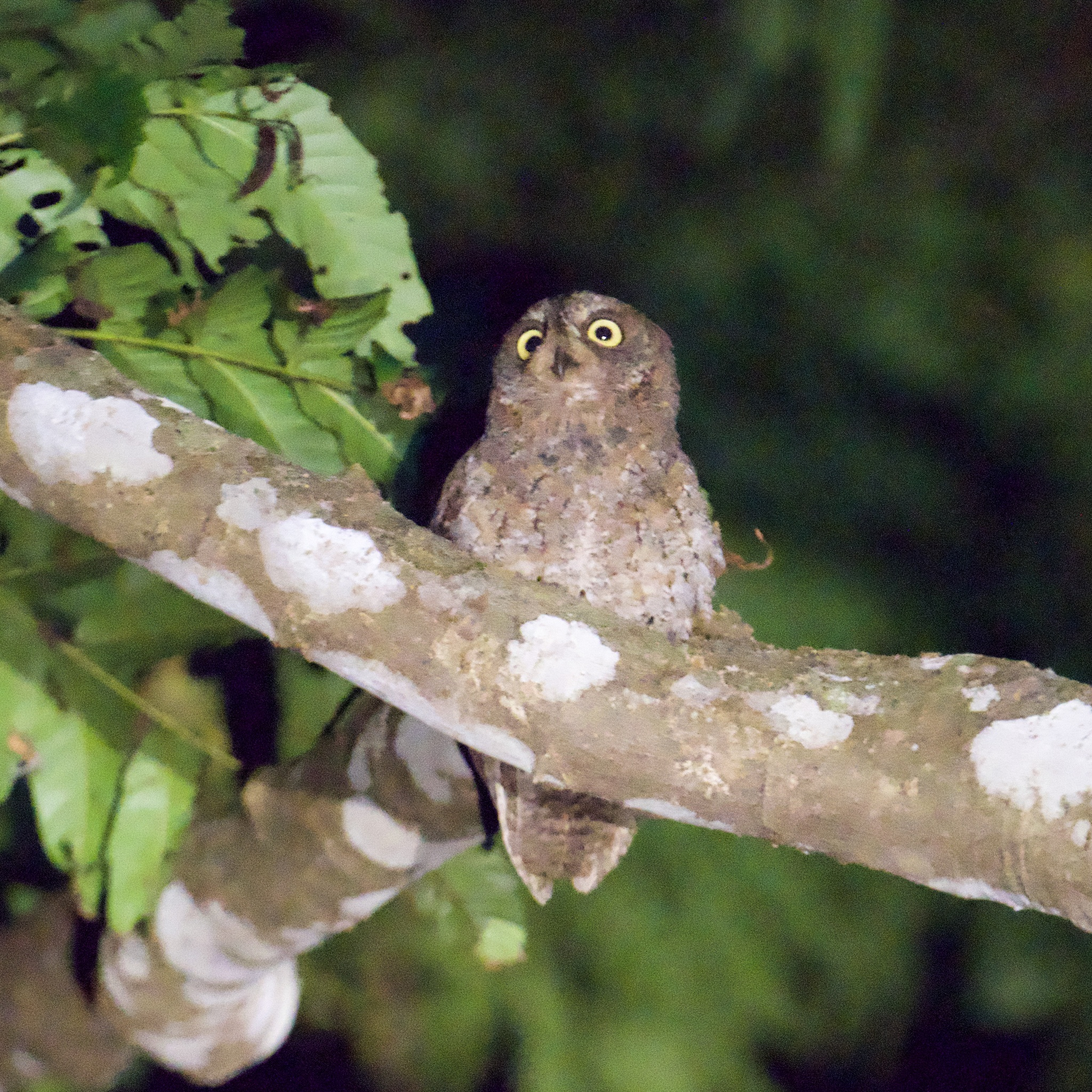
Ryukyudvärguv av underarten botelensis.

## Levnadssätt
Ryukyudvärguven förekommer i subtropisk städsegrön skog från havsnivå till åtminstone 550 meters höjd, lokalt i eller intill byar. Den är nattaktiv och lever huvudsakligen av insekter, men även spindlar, små däggdjur och småfåglar. Fågeln häckar mellan mars och juli. Den bygger sitt bo i ett trädhål, ofta ett gammalt hackspettsbo. Arten är förmodligen huvudsakligen stannfågel, men det har föreslagits att nordliga populationer är flyttfåglar.

## Status
Ryukyudvärguven har ett mycket litet utbredningsområde på ett antal små öar. Den påverkas dessutom negativt av habitatförstörelse. Populationen anses dock inte vara fragmenterad eller begränsad till några enstaka lokaler, varför internationella naturvårdsunionen kategoriserar den som nära hotad. Världspopulationen har inte uppskattats men beskrivs som vanlig i Ryukyuöarna. På Lanyu tros det finnas 150-230 individer.